# Emmanuel Levinas
Emmanuel Levinas, född 12 januari 1906 i Kaunas, död 25 december 1995 i Paris, var en litauiskfödd fransk filosof med judiskt påbrå. Han emigrerade till Frankrike. Levinas studerade en tid i Freiburg im Breisgau, där han träffade bland andra Edmund Husserl och Martin Heidegger. Levinas var tidigt med om att introducera fenomenologin i Frankrike. 

## Filosofi – Den Andre
Levinas främsta egna bidrag till filosofin är hans fenomenologiska undersökningar av etiken. Levinas finner basen för etiken i ansikte-mot-ansikte-relationen med den andre. Bland hans sena skrifter som Difficile liberté (1963) och Quatre Lectures talmudiques (1968) undersöker han Talmud i ett fenomenologiskt ramverk.
I Levinas filosofi spelar mötet mellan Den Andre och Det Egna, mellan Duet och Jaget, en fundamental roll. Genomgående för västerlandets filosofi har, menar Levinas, varit en ovilja att acceptera den andre som annan. Istället har man velat och försökt reducera Den Andre till något som är del av Det Samma. Levinas kallar detta för egologi (ego + logos) och ser det som en slags narcissism. Till de filosofer som enligt Levinas ägnat sig åt detta hör exempelvis Edmund Husserl och Baruch Spinoza. Dessa har försökt samla världen i en entitet: enat, städat, självidentiskt – befriat från alteritet och dess störande, utmanande påhälsningar. Anledningen till att dessa tendenser att försöka skapa allomfattande "kosmologier" och system är förhållandevis vanliga menar Levinas beror på människans kontrollbehov; där finns en längtan efter att veta precis vad, var och hur  allting är, och under vilken kategori det skall inordnas. Ett inkonsekvent system, som inte kan slutas, känns otryggt, ofullständigt och oförutsägbart, och förkastas därför. Tingen definieras och upplevs således inte utifrån deras unika egenskaper och konstitution – deras annanhet – utan utifrån det allmänna, det kända, det gripbara. Annanheten sorteras bort. 
I filosofihistorien finns dock även, menar Levinas, exempel på hur det går att tänka och röra sig bortom denna idealistiska egologi. Hos Platon har vi Det Högsta Goda, hos René Descartes Det Fullkomliga. I båda fallen betecknar dessa fenomen, och idéerna om dem, en radikal annanhet som inte kan rymmas i det egna, klassificeras, eller underkastas ett allomfattande system. Då tanken rör sig mot och vidrör idéerna om Det Oändliga, Gud, eller Det Högsta Goda ifrågasätts medvetandets auktoritet och anspråk på att besitta absoluta sanningar. Idéerna utgör således ett oassimilerat överskott, som undgår att systematiseras. Descartes kom själv fram till att idén om Det Fullkomliga och Oändliga inte kan ha kommit ifrån människan, eftersom hon är ofullkomlig och ändlig, vilket leder honom till slutsatsen att denna idé måste ha kommit utifrån. Idén om det fullkomliga representerar således en annanhet i det egna, som accepteras som annan, utan assimilering eller domesticering eller reducering. Det är i detta Levinas ser en möjlighet att möta Det Andra. Mötet är således mycket viktigt. Det är i mötet med en Annan som den egna horisonten utmanas. Det räcker inte att Jaget försöker leva sig in i Duets upplevelse av världen; det är endast ansikte mot ansikte som Jagets totalitet och autonomi ifrågasätts. I detta möte strävar det egna ansiktet efter att utradera det andra ansiktet: göra det eget, eller röja det ur vägen, för att därefter kunna återgå till sin ostörda självidentiskhet. Det krävs därför en etik i vilken den andre accepteras som annan, accepteras för sin annanhet, utan klassificering, och utan reducering. Det är genom språk och genom empati som broar mellan Den Ena och Den Andra upprättas: mötet skall vara som en smekning, alltså – ett vidrörande där den andre inte blir greppad om, fasthållen, eller frihetsberövad. Mötet skall vare sig vara symbiotiskt, assimilerande, reducerande eller symmetriskt – utan accepterande, öppet, asymmetriskt. Sprickan mellan Jaget och Duet får inte slutas – eftersom det skulle innebära att Jaget slukar Duet, utplånar det, gör det eget, och således utrotar den livsnödvändiga Annanheten.